# Torremochuela
Torremochuela é um município da Espanha na província de Guadalajara, comunidade autónoma de Castilla-La Mancha, de área 17,82 km² com população de 17 habitantes (2006) e densidade populacional de 1,01 hab/km².

## Demografia
| Variação demográfica do município entre 1991 e 2004 | Variação demográfica do município entre 1991 e 2004 | Variação demográfica do município entre 1991 e 2004 | Variação demográfica do município entre 1991 e 2004 |
| --------------------------------------------------- | --------------------------------------------------- | --------------------------------------------------- | --------------------------------------------------- |
| 1991                                                | 1996                                                | 2001                                                | 2004                                                |
| 10                                                  | 12                                                  | 14                                                  | 18                                                  |